# سیارک ۷۸۴۲۹
سیارک ۷۸۴۲۹ (به انگلیسی: 78429 Baschek، نامگذاری:2002QN48) هفتاد و هشت هزار و چهارصد و بیست و نهمین سیارک کشف شده‌است که در ۱۸ اوت ۲۰۰۲ کشف شد.